# Шарне (Ду)
Шарне (фр. Charnay) насеље је и општина у источној Француској у региону Франш-Конте, у департману Ду која припада префектури Безансон.
По подацима из 2011. године у општини је живело 462 становника, а густина насељености је износила 81,63 становника/km². Општина се простире на површини од 5,66 km². Налази се на средњој надморској висини од 380 метара (максималној 484 m, а минималној 273 m).

## Демографија
| 1962. | 1968. | 1975. | 1982. | 1990. | 1999. | 2011. |
| ----- | ----- | ----- | ----- | ----- | ----- | ----- |
| 79    | 85    | 197   | 381   | 421   | 429   | 462   |

График промене броја становника у току последњих година